# ZZ Leporis-variabel
ZZ Leporis-variabeln är en pulserande variabeltyp av centralstjärnor i planetariska nebulosor. De har spektraltyp O och temperaturer lägre än 50 000 K. De har vätespäckade spektran och varierar i ljusstyrka med perioder av timmar eller några få dygn. Variabiliteten beror på pulsering, variationer i massförlust eller bådadera.
Prototypstjärnan ZZ Leporis har en visuell magnitud som varierar mellan +9,77 och 10,02 med en period av 0,27 dygn eller 6 timmar.